# Curvatura maior do estômago
A curvatura maior do estômago está direcionada principalmente para a frente, e tem um comprimento quatro a cinco vezes maior que a curvatura menor do estômago.
A curvatura maior do estômago é onde se encontra a esfincter cardia.
YR